# Volodymyr Rafeienko
Volodymyr Volodymyrovych Rafeienko, né le 25 novembre 1969 à Donetsk, est un écrivain, romancier et poète ukrainien, membre de l'association PEN International.
De 1992 à 2018, il a écrit ses œuvres en russe et a été principalement publié en Russie. Ainsi considéré comme un représentant de la littérature russe , il est lauréat des prix littéraires russes « Prix russe[ru] » (2010, 2012) et « Nouvelle littérature » (2014). 
Ses textes se caractérisent souvent par la brièveté et un sens du grotesque, dans un style surréaliste comparé à celui de Nikolas Gogol et de Viktor Erofejew. 
En 2014, après avoir déménagé à Kiev, il étudie l'ukrainien. Puis, il a commencé à écrire  en ukrainien. En 2019, il publie son premier roman en ukrainien, édité par Oleksandr Boytschenko, "Mondegreen (chansons sur la mort et l'amour)". Il y plonge le protagoniste et alter ego Gabrielle, qui a fui la zone de guerre vers Kiev, dans diverses situations.